# كريس ليونارد
كريس ليونارد (بالإنجليزية: Chris Leonard)‏ (11 يوليو 1927 في المملكة المتحدة - ) هو لاعب كرة قدم بريطاني في مركز الدفاع. لعب مع South Shields F.C. (1936) ‏ ونادي ساوث شيلدز ‏ ودارلينجتون إف سى.